# Gestalttext

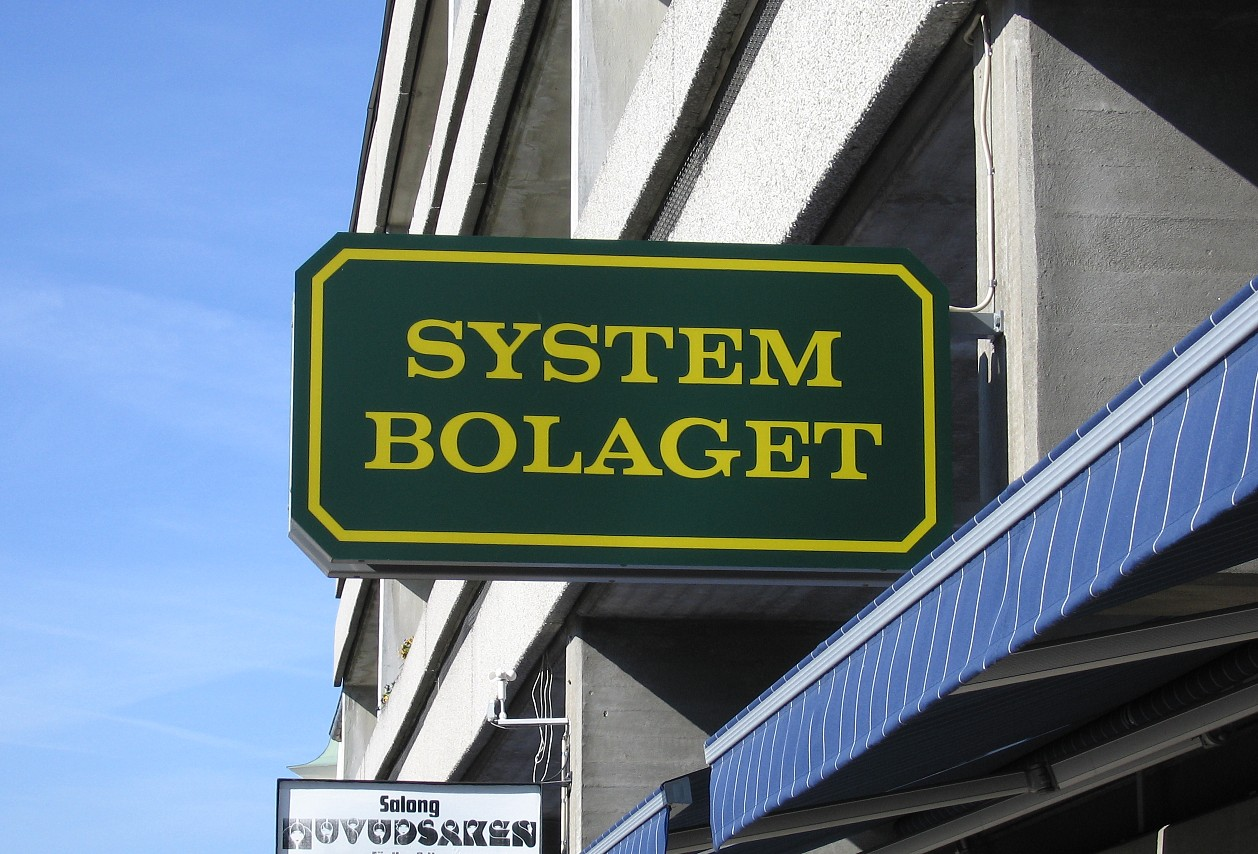
Namnet "Systembolaget" uppdelat i två ord för layoutens skull. Ett exempel på gestalttext.

Gestalttext kallas en text där textens utseende tillåts vara viktigare än det språkliga innehållet. Begreppet kan användas för att öka förståelsen för de val som ligger bakom exempelvis en logotyp men ska inte ses som en förklaring till all språkligt felaktig design. Vissa typer av särskrivningar kan vara gestalttext men ofta är det påverkan från andra språk och bristande förmåga som ligger bakom.

## Exempel
Svenska Systembolagets logotyp där namnet skrivs SYSTEM BOLAGET med stora bokstäver på två rader utan bindestreck av layoutskäl.